# Kudukeras (Juwana)
Kudukeras is een bestuurslaag in het regentschap Pati van de provincie Midden-Java, Indonesië. Kudukeras telt 2989 inwoners (volkstelling 2010).